# 독일 민법
독일연방공화국의 민법의 정식 명칭은 Bürgerliches Gesetzbuch이고 BGB(베게베)로 약칭한다. 1881년에 제정에 착수하였고, 1900년 1월 1일에 발효되었다.
포르투갈, 에스토니아, 라트비아, 중화민국, 일본, 태국, 대한민국, 중화인민공화국, 그리스, 우크라이나 등의 대륙법계 국가에 계수되었다.

## 역사

### 독일 제국

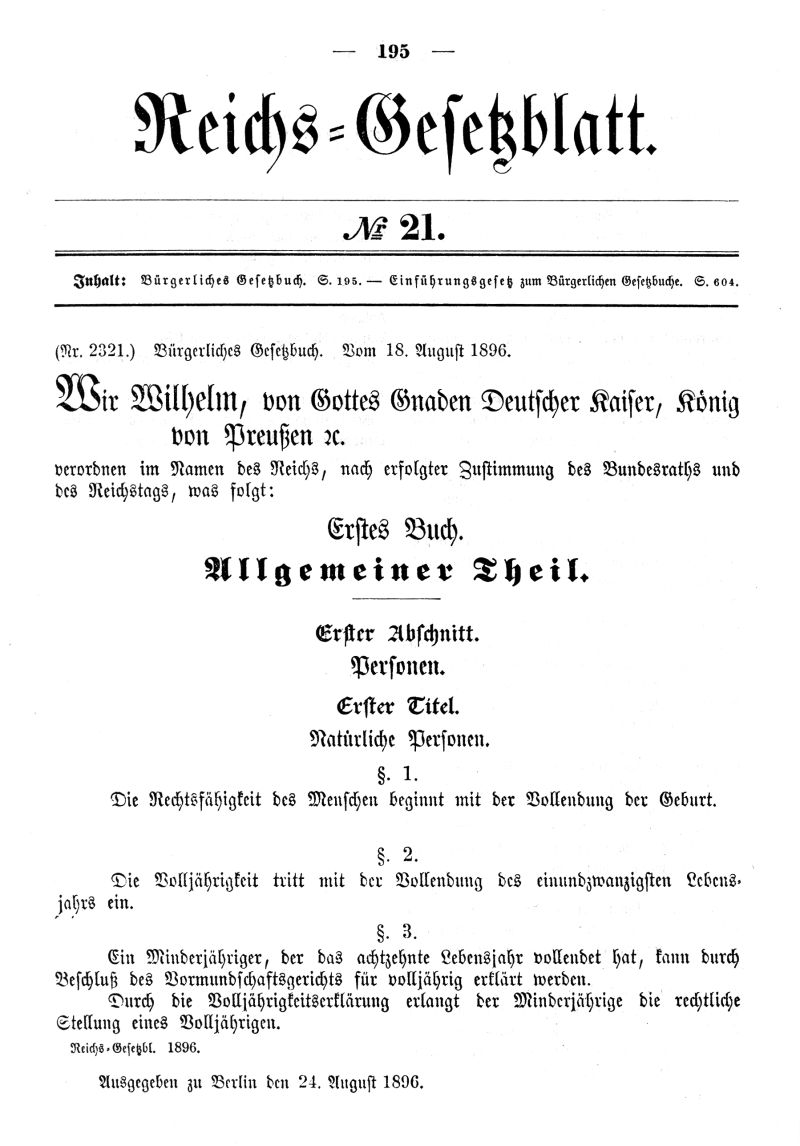
1896년 8월 24일자 인쇄본 독일 민법

프랑스가 1804년 나폴레옹 법전을 제정 시행하자, 독일에서도 민법전을 제정하여 당시 시행중이던 잡다한 법률들을 체계화하고 통합하고자 하는 열망이 생겨났다. (프리드리히 카를 폰 사비니를 필두로 하는 역사 법학파는 단일 민법전 제정에 반대함) 그러나, 독일 연방 시기에는 적절한 입법기관의 부재로 그러한 시도가 실현되기 어려웠다.
그러다가, 1871년 대부분의 독일 연방 구성국들이 하나로 합쳐져 독일 제국이 성립하였다. 처음에는 독일 제국이 아니라 제국을 구성하는 개별 국가가 입법권을 보유하였다. 1873년에 통과된 헌법 개정(개정안을 발의한 요하네스 폰 미켈 의원과 에두아르도 라스커 의원의 이름을 따서 “미켈-라스커법”이라고도 불린다)에 의해 입법권이 독일 제국으로 이양되었다. 이에 따라 여러 위원회가 조직되었고 구성국들의 민법 체계를 대체해 제국 전체에 적용될 성문 민법전 편찬을 위한 법안 초안을 만들었다.
1888년의 첫 번째 법안 초안은 호의적인 반응을 얻지 못했다. 두 번째 법안 초안은 법학자부터 이익단체 대표와 당대의 다양한 이념적 조류를 대표하는 인사들까지 포함한 22명의 위원으로 구성된 두 번째 위원회에서 만들어졌다. 대폭적인 수정을 거친 후, 1896년 BGB(베게베)가 제국의회에서 통과되었다. 1900년 1월 1일 발효되었고, 이후로 죽 이 법전은 독일 민법의 핵심적인 위치를 차지하고 있다.

### 나치 독일
나치 독일 시기에는 BGB의 자유주의적인 정신보다 나치 이데올로기를 더 잘 반영하기 위해서  "Volksgesetzbuch" (“국민법전”)이라고 명명될 새 법전으로 BGB를 대체하려는 계획이 세워졌지만 실현되지는 못했다. 그러나, 신의성실의 원칙(BGB 242조, "Grundsatz von Treu und Glauben")과 같은 BGB의 일반 원칙들을 이용해 BGB를 나치 친화적으로 해석하였다.

### 1945년 이후의 독일
2차 세계대전 후 독일이 서쪽의 민주적 자본주의 국가와 동쪽의 사회주의 국가로 나뉘어 있을 때도, BGB는 동·서 양 독일에서 사법(私法)을 규율하는 지위를 그대로 유지하였다. 그러나 동독에서는 시간이 지남에 따라 BGB 규정들이 새로운 법들로 대체되어갔다. 1966년의 가족법을 필두로 해서 1976년의 신(新) 민법(Zivilgesetzbuch)과 1982년의 계약법이 그것이다. 1990년 독일 통일 이후에 BGB는 다시 독일의 사법(私法)영역에서 일반법으로서의 지위를 되찾았다.
서독과 통일독일에서, BGB는 여러 차례 개정되었다. 가장 중요한 개정이 이뤄진 것은 2002년의 일로서, 이때 BGB를 구성하는 다섯 편 중 하나인 채권법이 광범위하게 손질되었다. 민법전으로서의 지위에도 불구하고, 판례는 제한적인 역할을 한다. 처음부터 끝까지 고도로 추상적이기 때문에, 법원이 민법전의 규정들을 해석하는 방법은 여러 가지 면에서 변화해 왔고 지금도 진화 발전 중이다. 근년에 입법자들이 민법전 외의 다른 몇몇 법률의 내용을 다시 BGB로 편입시키려고 노력을 기울였다. 예로 Miethöhengesetz(임대료인상규제법)과 같은 독립된 법률로 규율되고 있던 임대차 관련 법률관계의 일부가 BGB에 편입된 것을 들 수 있다.
BGB는 독일 법체계에서 중추적인 위치를 차지하고 있다. BGB에서 규정한 법원칙들은 다른 법률의 기초가 된다. 예를 들어, 독일 상법은 상인의 합명회사와 합자회사에 관련된 원칙들만을 포함하고 있는데, 이는 BGB의 조합에 관한 일반원칙들 역시 적용되기 때문이다.
BGB는 전형적인 19세기적 법률이어서 시행 초기부터 사회적 책임성에 대한 고려가 부족했다는 비판을 받아왔다. 이런 점에 대응하여 수년에 걸쳐 입법과 관습법을 통해 법체계를 개선하여 BGB를 수정하는 데 다소간 성공을 보았다. 최근에는 EU법이 크게 영향을 미쳐서 BGB에 많은 변화가 있었다.

## 체계
BGB는 로마법에서 유래한 수정된 판덱텐 체계를 따른다. 로마법 영향을 받은 다른 나라 법률들과 같이 BGB는 인(人), 물건, 가족, 상속에 관해 규율하지만, 프랑스 민법전이나 오스트리아 민법전과 달리 맨 앞 한 편을 할애해서 민법 전반에 적용될 수 있는 일반규정을 두고 있다. 결과적으로, BGB는 5 편으로 구성되어 있다.
- 총칙 ("Allgemeiner Teil") : 1조부터 240조. 나머지 4편 모두에 적용되는 규정들로 구성된다. 가령, 인(人), 행위능력, 의사표시, 취소, 계약의 성립, 행위능력의 제한과 대리인.

- 채무관계법 ("Recht der Schuldverhältnisse") : 241조부터 853조. 여러 가지 전형계약들과 그 외 원인에 의한 채권채무관계(불법행위 포함)

- 물권법 ("Sachenrecht") : 854조부터 1296조. 점유권, 소유권, 그 외 물건(동산과 부동산)에 대한 다른 물권들, 그리고 물권의 이전.

- 친족법 ("Familienrecht") : 1297조부터 1921조. 혼인 그 외 친족 간의 법적 관계

- 상속법 ("Erbrecht") : 사람의 사망에 따르는 재산의 상속에 관해 규정.

## 추상화의 원칙
BGB의 특별히 중요하고 특징적인 한 가지 요소는 추상화의 원칙(독일어로는 “Abstraktionsprinzip”)과 그에 수반하는 분리의 원칙(“Trennungsprinzip”)이다. 판덱텐학파 학자 프리드리히 카를 폰 사비니의 저서의 영향을 받아 BGB는 2편 채무관계법에 의해 규율되는 채권계약과 3편 물권법에 의해 규율되는 물권계약(실제 물권의 이전에 관한 계약)을 철저히 구별하고 있다. 간단히 말해 두 원칙은 다음과 같다. 즉, 소유권이전채권을 가졌다고 해서 소유자가 되는 것은 아니고, 단지 소유권이전을 요구할 권리를 갖는데 불과하다.
분리의 원칙은 물권이전계약과 실제 물권이전을 별개로 다뤄야 하고 각각의 룰에 따르도록 해야 한다는 것이다. 또한, 추상의 원칙은 채권계약의 법적유효성과 상관없이 소유권이전이 법적으로 유효하다는 것이다. 이로부터 다음과 같은 사실이 파생된다. 채권적 매매계약만으로는, 실제 물권이전계약이 성립하기 전까지는, 소유권은 이전되지 않는다. 거꾸로 말하자면, 무효인 채권계약에 따라 물권이전이 이뤄지면 양수인에게는 원상회복의무(부당이득과 비교해 볼 것)가 발생하지만, 다시 별개의 물권이전계약에 의해 물권이 재이전되기 전까지는 양수인의 물권에는 아무런 영향이 없다.
예를 들자면, BGB에서는 매매계약만으로는 매수인에게 소유권이 생기지 않고, 단지 매도인에게 당해 물건의 소유권이전의무가 발생할 뿐이다. 따라서 매도인은, 채권계약에 의해, 또 다른 별개의 물권이전계약을 성립시킬 의무가 있다. 이러한 계약이 성립된 이후에만, 매수인이 매수목적물에 대한 소유권을 취득하게 된다. 결과적으로 이 두 절차는 따로 규정되어 있다. 즉, 매수·매도인의 의무는 433조가 규정하고 있고, 동산의 실제 소유권이전계약에 관해서는 929조가 규정하고 있다. 매매대금의 지급(돈에 대한 소유권이전)에 대해서도 똑같은 원리가 적용된다.
일상 현실에서 이러한 구분은 필요치 않다. 물건과 대금을 교환함으로써 두 종류의 계약(채권계약과 물권계약)이 동시에 성립되기 때문이다. 추상의 원칙이 상거래에 대한 보통의 상식적인 해석과 모순될 정도로 지나치게 기술적임에도 불구하고, 독일 법학계에서는 이의없이 당연한 것으로 받아들여지고 있다. 추상의 원칙이 갖는 가장 큰 장점은 그 거래가 아무리 복잡하든 상관없이 거의 어떠한 형태의 금전적 거래에 대해서도 안정적인 법률적 해석을 도출해 낼수 있다는 것이다.
그 좋은 예가 바로 잘 알려진 소유권유보부매매이다. 물건을 구매하고 매매대금을 할부로 지급하게 되면, 두 이해관계의 충돌이 발생한다. 즉, 매수인은 매매물건을 즉시 갖기를 원하는 반면에 매도인은 매매대금의 완전한 지급을 확보하고자 한다. 이에 대해 BGB는 추상의 원칙을 적용하여 간단한 해결책을 제시한다. 즉, 매매계약에 의해, 매수인은 매매대금을 완전하게 지급할 채무를 지게 되고 매도인은 마지막 할부금의 수령과 동시에 물권을 이전해야 한다는 것이다. 채무와 실제 소유권양도는 두 개의 서로 별개의 계약에 속하므로, 양 당사자의 이익을 확보하는 것이 아주 간단하다. 매도인은 마지막 할부금 지급시까지 그 물건에 대한 소유권을 갖고, 매수인은 매매물건에 대한 단순한 점유자가 된다. 만약 매수인이 할부금을 완전하게 지급하지 못하면 매도인은 소유권자로서 물건을 반환청구할 수 있다.
또 다른 장점은 하자있는 매매계약의 경우 소유권이전이 유효해서 전매와 무관하다는 것이다. 부당이득의 일반원칙에 따라 매수인은, 가능한 경우에는 소유권을 재이전할 채무를 지고 가능하지 않을 경우에는 그 가액(價額)을 반환해야 한다.

## 여담
- BGB가 독일법 중에서 가장 많은 조항으로 이뤄져 있다. 마지막 조항이 2385조이다.

- BGB 923조 1항은 완벽한 육보격(hexameter, 六步格)을 이루고 있다.

Steht auf der Grenze ein Baum, so gebühren die Früchte und, wenn der Baum gefällt wird, auch der Baum den Nachbarn zu gleichen Teilen (나무가 토지의 경계선 상에 걸쳐 있는 경우에는 그 열매에 대해 인지(隣地)소유자는 동일한 비율로 권리를 취득하고, 나무를 벌채한 경우에는 그 나무에 대해서도 또한 같다)
- BGB 929조 3항은 라임(rhyme)을 이룬다

Diese Vorschriften gelten auch | für einen auf der Grenze stehenden Strauch (이 규정들은 토지의 경계선상에 걸쳐 있는 관목에 대해서도 적용된다)
- 일반적인 민법전의 범위 밖에 속하는 것으로 여겨지는 특수한 법적 문제를 다루기 위해 여러 다른 법률들이 존재함에도 불구하고, BGB의 물권법 편에는 아주 특수한 Bienenrecht(꿀벌에 관한 법) 규정이 들어있다. (BGB　961조 – 964조)  이것은 꿀벌이 벌집을 떠나는 순간, 법률용어로 말하자면, 야생동물이 된다는 데에서 기인한다. 야생동물은 누구의 소유에도 속하지 않으므로(무주물), 앞서 말한 조항들은 전소유자가 그 벌떼에 대해 소유권을 주장할 수 있도록 규정하고 있다. 그러나 961조-964조 조항들은 독일법에서 가장 적게 언급되는 규정이라고 한다. 실제로 BGB가 시행된 이래 이 조항들과 관련된 상급법원의 판결은 단 한 차례도 없었다.

## 같이 보기
- 프랑스 민법전